# Press Complaints Commission
Le Press Complaints Commission (PCC) est un organisme d'autorégulation à adhésion volontaire pour les journaux et les magazines imprimés britanniques composé de représentants mandés par les plus importants groupes de presse. Le PCC finance ses activités par une cotisation annuelle qu'il facture aux journaux et aux magazines. Il n'a aucun mandat légal, tous les journaux et tous les magazines adhèrent librement à ses règlements, l'industrie des médias écrits s'autorégulant ainsi.

## Historique
En juillet 2011, le PCC a été critiqué à plusieurs reprises pour son manque d'initiative dans le scandale du piratage téléphonique par News International, y compris par le premier ministre britannique David Cameron. Il a d'ailleurs suggéré que le PCC soit remplacé par un autre organisme régulateur.